# Тахома
Тахома (англ. Tahoma) — гуманистический шрифт без засечек, разработанный Мэтью Картером (англ. Matthew Carter) для корпорации Microsoft в 1994 для распространения вместе с Верданой в Windows 95.
Так же, как и Вердана, Тахома имеет зауженные символы, небольшие внутрибуквенные просветы, узкий апрош и большое количество символов стандарта Юникод. Изначально Тахома разрабатывался как растровый шрифт. Векторизован он был осторожно, чтобы как можно точнее сохранить его внешний вид. Полужирное начертание в растровом шрифте соответствовало линии толщиной в два пикселя, поэтому полужирное начертание скорее соответствует жирному или сверхжирному. Одна из особенностей шрифта в том, что в нём схожие по начертанию символы, такие как I и l, сделаны хорошо различимыми при отображении на мониторе.
Тахому часто сравнивают с гуманистическим шрифтом без засечек Frutiger. В интервью Дэниэлу Уил-Хэррису (англ. Daniel Will-Harris) Мэтью Картер признал некоторое сходство Тахомы с его более ранним шрифтом Bell Centennial.
Гарнитура Тахома названа по аборигенному названию стратовулкана Рейнир (Гора Тахома), который является ландшафтной доминантой к югу от города Сиэтл.

## Поставка
Тахома был официальным шрифтом, поставляемым с программными пакетами Office 97, Microsoft Office 2000 и Microsoft Office XP, а также бесплатно поставлялся с Word Viewer 97.
Тахома был шрифтом по умолчанию, использовавшимся операционными системами Windows 2000, Windows XP и Windows Server 2003 (заменив MS Sans Serif), был использован для консоли Sega Dreamcast и Skype. Находясь в библиотеке шрифтов Windows, гарнитура широко использовалась как альтернатива гарнитуре Arial.
В 2007 году Apple объявила, что Тахома будет включена в следующую версию Mac OS X v10.5 («Леопард»). «Леопард» также включал несколько других шрифтов, ранее доступных только в продуктах Майкрософт, включая Microsoft Sans Serif, Arial Unicode MS и Wingdings.

## Свободная замена
Проект Wine включает свободный шрифт (Wine Tahoma Regular и Wine Tahoma Bold), разработанный имеющим идентичные Тахоме пропорции. Это было сделано, потому что Тахома доступен по умолчанию в Windows, и многие приложения ожидают наличия этого шрифта. До того, как Wine включил замену Тахоме, некоторые приложения, такие как Steam, не могли отображать текст, выводя его практически нечитаемым.

## Вне Windows

### На телевидении
Шрифт использовался в оформлении многих проектов Первого канала в конце 2000-х-середине 2010-х годов. Он был в бегущей строке новостей с 2001 по 2018 год, в плашках обозначения места репортажей с 2008 по 2014 год, в часах с 2008 по 2018 год, в оформлении утреннего телеканала «Доброго утра» с 2010 по 2013 год, в экранах студии программы «Пусть говорят» с 2009 по 2015 год. С декабря 2008 по июнь 2022 года шрифт использовался в форме вопроса, денежном дереве, плашках в телеигре «Кто хочет стать миллионером?». Также использовался в оформлении анонсов с 2012 по 2017 год.